# Brandin Rackley
Brandin Rackley, née en 1975, est une actrice américaine.

## Biographie
Elle tourne régulièrement dans des films érotiques saphiques.

## Filmographie
- 2002 : Threat of Exposure
- 2003 : Eve (série télévisée)
- 2004 : The Hillside Strangler : Janice Cooley
- 2007 : The Box (en) : Randi
- 2003-2008 : Scare Tactics (série télévisée)
- 2008 : Casanovas (série télévisée) : Sugar Muffin
- 2009 : The Devil Wears Nada (téléfilm) : Rebecca
- 2009 : Vampire in Vegas : Nikki
- 2009 : Cleavagefield (téléfilm)
- 2010 : Bikini Royale 2 : Madame Zola
- 2010 : Bikini Frankenstein : Ingrid
- 2010 : Twilight Vamps : Tabitha
- 2010 : The Hills Have Thighs : Sandy
- 2009-2011 : Life on Top (série télévisée) : Regina
- 2012 : Celebrity Sex Tape
- 2012 : The Teenie Weenie Bikini Squad (téléfilm) : Sandy
- 2012 : Dirty Blondes from Beyond (téléfilm) : Farra
- 2012 : Dr. 420 (court-métrage) : Dr. 420
- 2013 : Pleasure Spa (téléfilm) : Shelly